# Kamui Fujiwara
Kamui Fujiwara (藤原 カムイ?, Fujiwara Kamui; Arakawa, 23 settembre 1959) è un fumettista e character designer giapponese. È conosciuto a livello internazionale soprattutto per i vari adattamenti manga della serie di videogiochi Dragon Quest.

## Biografia
Kamui Fujiwara è nato il 23 settembre 1959 presso Arakawa, Tokyo. Dopo il diploma alla Hongō High School, si laurea presso la Kuwasawa Design School. Interessato sin dall’infanzia alle arti grafiche, debutta ufficialmente nel mercato fumettistico nel 1979 con il racconto Itsumo no asa ni (いつもの朝に) che vincerà la Honorable Mention al diciottesimo Tezuka Prize insieme ai mangaka Tsukasa Hōjō e Toshio Nobe.
Dopo una serie di volumi antologici, nel 1987 lavora alla sua prima serie lunga, sui testi di Yū Terashima: Raika (雷火), un fantasy con ambientazione storica, verrà serializzato sino al 1997 e raccolto in 12 volumi. Nel 1991, inizia la prima versione a fumetti di una famosa saga di videogiochi: Dragon Quest . A partire dall’inizio degli anni novanta, Fujiwara lavorerà su differenti trasposizioni della storia: Dragon Quest Saga - L'Emblema di Roto(ドラゴンクエスト列伝ロトの紋章, Doragon kuesuto retsuden roto no monshō) (1991-1997); Dragon Quest Saga - Warriors of Eden(ドラゴンクエストエデンの戦士たち, Doragon kuesuto eden no senshitachi) (2000-2005); Dragon Quest Saga – Il ritorno dell’Emblema di Roto(ロトの紋章 Returns,  Roto no monshō Returns) (2005); infine, sempre a partire dal 2005 e tutt’ora in corso di pubblicazione, Dragon Quest Saga - L'Emblema di Roto II - Gli Eredi dell'Emblema (ドラゴンクエスト列伝 ロトの紋章～紋章を継ぐ者達へ～, Doragon kuesuto retsuden roto no monshō ～ monshō o tsugu monotachi e ～).
Nella copiosa bibliografia di Fujiwara, vanno ricordate le opere sui testi di Mamoru Oshii  - Kenrou Densetsu (犬狼伝説, Inu ōkami densetsu), - e Unlucky Young Men scritto da Eiji Ōtsuka. Parallelamente all’attività fumettistica, Fujiwara ha lavorato nel campo dei videogiochi occupandosi del character design di numerosi titoli.
Come il collega Katsuhiro Ōtomo, Fujiwara è profondamente influenzato da Moebius. Del prolifico autore francese, riprende il classico stile pulito tipico della linea chiara e una propensione ai dettagli nella scena visiva. Il nome d’arte "Kamui" deriva dal nome del dio della creazione secondo la credenza delle popolazioni Ainu. Fujiwara è stato un membro volontario del progetto WITH YOU nato per raccogliere fondi dopo il terremoto di Kobe.

## Opere
| Titolo | Data di pubblicazione | Volumi |
| --- | --------------------- | ------ |
| Kanata e (彼方へ?) | 1984                  | 1      |
| Drop (FUJIWARA Kamui) (ドロップ (藤原カムイ), Doroppu (Fujiwara Kamui)?) | 1984                  | 1      |
| Buyo Buyo (BUYO BUYO?) | 1984                  | 1      |
| Chocolate panic (チョコレート・パニック, Chokorēto panikku?) | 1984                  | 4      |
| Yūtopia (遊人PI△, Yuujin PI△?) | 1985                  | 1      |
| Hyoui (憑依, Hyōi?) | 1985                  | 1      |
| H2O Image (H₂O Image?) | 1985                  | 2      |
| Chameko (茶目子?) | 1986                  | 1      |
| Raika (雷火?) | 1987-1997             | 12     |
| Teito Monogatari (FUJIWARA Kamui) (帝都物語 凍結, Teito monogatari tōketsu?) | 1987                  | 2      |
| Shifuku Sennen (至福千年, Shifuku sen nen?) | 1988                  | 1      |
| Kenrou Densetsu (犬狼伝説, Inu ōkami densetsu?) | 1988-1999             | 2      |
| Clip (CLIP(クリップ), CLIP (kurippu)?) | 1990                  | 1      |
| Dragon Quest Saga - L'Emblema di Roto (ドラゴンクエスト列伝ロトの紋章, Doragon kuesuto retsuden roto no monshō?)                                                                                   | 1991-1997             | 21     |
| Fukugami Chōkidan (福神町綺譚, Fukujin machi ayaginu tan?) | 1999                  | 3      |
| Saiyūki (西遊記 (FUJIWARA Kamui), Seiyūki (FUJIWARA Kamui)?) | 1999                  | 1      |
| Color Mall (カラーメイル The story of colorful adventure!, Karā meiru The story of colorful adventure!?)                                                                                           | 1999                  | 1      |
| Deja Vu (Déjà-vu 凍結, Déjà-vu tōketsu?) | 2000                  | 1      |
| Dragon Quest Saga - Warriors of Eden (ドラゴンクエストエデンの戦士たち, Doragon kuesuto eden no senshitachi?)                                                                                      | 2000-2005             | 14     |
| 40 GB (４０ＧＢ 藤原カムイ画集, Yon zero gigabaito Fujiwara Kamui gashū?) | 2001                  | 2      |
| Kibun wa Mou Senki 2.1 (気分はもう戦争2.1, Kibun wa mō sensō 2 .1?) | 2002                  | 1      |
| Ultra Q - Unbalance Zone (ウルトラQ Unbalance zone, Urutora Q Unbalance zone?) | 2003                  | 2      |
| Unlucky Young Men (アンラッキー・ヤング メン, Anrakkī yangu men?) | 2004                  | 2      |
| Dragon Quest Saga – Il ritorno dell’Emblema di Roto (ロトの紋章 Returns, Roto no monshō Returns?)                                                                                                  | 2005                  | 1      |
| Dragon Quest Saga - L'Emblema di Roto II - Gli Eredi dell'Emblema (ドラゴンクエスト列伝 ロトの紋章～紋章を継ぐ者達へ～, Doragon kuesuto retsuden roto no monshō ～ monshō o tsugu monotachi e ～?) | 2005-2020             | 34     |
| Seirei no Moribito (精霊の守り人, Seirei no morijin?) | 2007                  | 3      |
| Covers (Covers Kamui Fujiwaw & Studio 2B Presents?) | 2008                  | 1      |
| Love Sync Dream (Love Sync Dream?) | 2008                  | 2      |
| Roots (ROOTS?) | 2010                  | 1      |
| Ortz (ORTZ?) | 2011                  | 1      |
| Record (RECORD?) | 2011                  | 1      |

### Videogiochi
| Titolo                                                                                            | Data di pubblicazione |
| ------------------------------------------------------------------------------------------------- | --------------------- |
| Terranigma (天地創造, Tenchi Sōzō?)                                                               | 1995                  |
| E.V.O.: Search for Eden (46億年物語 はるかなるエデンへ, 46 Okunen Monogatari: Harukanaru Eden e?) | 1992                  |
| Ad Bird (アド・バード, Ado bādo?)                                                                 | 1987                  |
| Grandia Xtreme (グランディア エクストリーム, Gurandeia Ekusutorīmu?)                              | 2002                  |
| Earth Defense Force (地球防衛未亡人, Chikyû Bōeigun?)                                             | 2003                  |